# A Kínai Köztársaságban történt légi közlekedési balesetek listája
A Tajvanon történt légi közlekedési balesetek listája mind a halálos áldozattal járó, mind pedig a kisebb balesetek, meghibásodások miatt történt, gyakran csak az adott légiforgalmi járművet érintő baleseteket is tartalmazza évenkénti bontásban.

## Tajvanon történt légi közlekedési balesetek

### 2000
- 2000. október 31., Taojüan nemzetközi repülőtér. A Singapore Airlines 006-os járata, egy Boeing 747–400, típusú utasszállító repülőgép felszálláshoz készülődve rossz kifutóra ért, ahol nekiütközött egy építkezési járműnek. A repülőgépen tartózkodó 179 fő közül 89-en életüket vesztették, további 71-en megsérültek.[1]

### 2014
- 2014. július 23. Penghu-szigetek. A TransAsia Airways 222-es számú járata, egy ATR 72 típusú utasszállító repülőgép, lezuhant a rossz időjárási körülmények (a Matmo-tájfun heves széllökései) miatt. A gépen 54 utas és 4 fő személyzet volt. A balesetben 47 fő életét vesztette és 11 főt súlyos sérülésekkel kórházba szállítottak.[2]

### 2020
- 2020. január 2., Tonghou, Wulai közelében. Lezuhant a Kínai Köztársaság légierejének UH–60M Black Hawk típusú katonai helikoptere. A gépen lévők közül 8 fő vesztette életét. Az áldozatok között volt Szen Ji-ming védelmi miniszter is.[3]